# Papilio homerus
Espèce
Statut de conservation UICN

EN : En danger
Papilio homerus ou Machaon jamaïcain est une espèce de lépidoptères (papillons) de la famille des Papilionidae. L'espèce est endémique de la Jamaïque. Il s'agit du plus grand papillon de jour d'Amérique et de l'une des plus grandes espèces de la famille des Papilionidae. Il est considéré comme en danger d'extinction par l'UICN.

## Description

### Imago
Papilio homerus est le plus grand Papilionide d'Amérique et l'un des plus grands papillons de cette famille. Il peut atteindre 15 cm d'envergure. La femelle est plus grande que le mâle et un peu plus colorée, mais le dimorphisme sexuel reste faible. À l'avers les ailes antérieures sont noires ou brun foncé avec une large bande discale jaune traversant l'aile et un croissant noir à l'extrémité de la cellule, deux points jaune à l'apex et deux ou trois points submarginaux. Les ailes postérieures sont larges et allongées avec des queues en forme de spatule. Elles sont noires ou brun foncé avec une large bande discale jaune bordée de points formés d'écailles bleues irisées et portent des lunules submarginales rouge brique.

Au revers les ailes sont brun foncé. Les ailes antérieures présentent la même bande discale qu'à l'avers, les ailes postérieures ont une mince bande discale bordée de lunules bleues reliées aux lunules rouges par des marques noires.

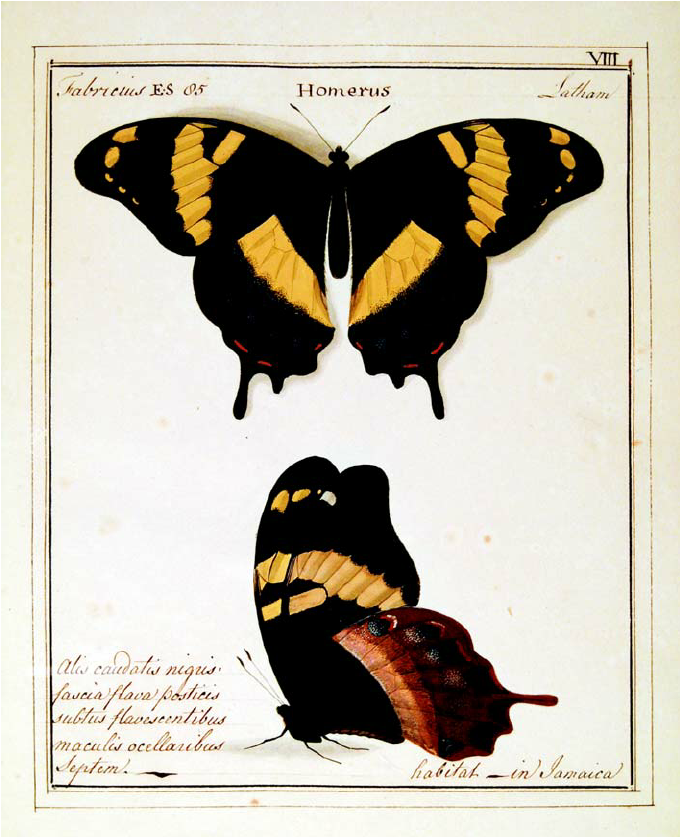
Papilio homerus, vue dorsale et latérale par William Jones (peinture ayant servi à la description de l'espèce).
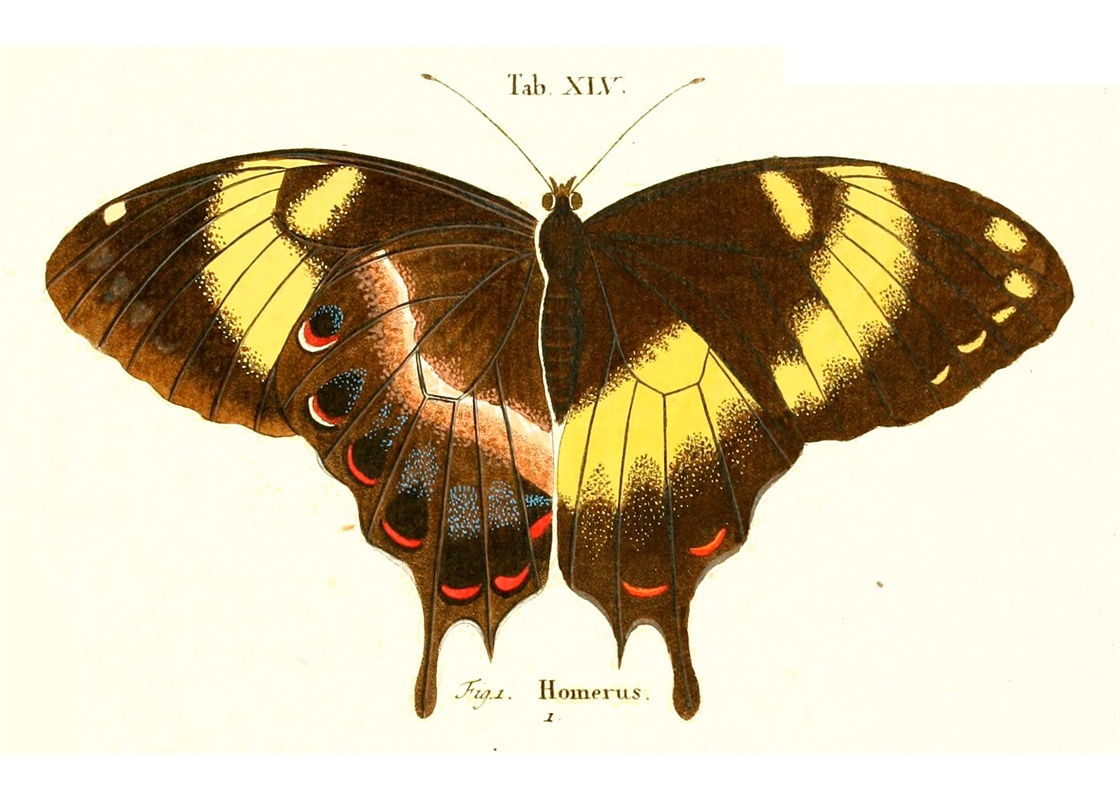
Papilio homerus, verso et recto (illustration)

### Juvéniles
Les œufs sont sphériques et blancs ou vert clair et mesurent entre 1.5 et 2 mm de diamètre.
Les chenilles des trois premiers stades ressemblent à des fientes d'oiseaux. Elles sont brun foncé avec une région abdominale blanche. Le premier stade dure cinq jours, la chenille a des poils et atteint 9 mm de long. Le second stade dure cinq jours, la chenille atteint 15 mm de long et a une région thoracique élargie. Au troisième stade la chenille porte des ocelles sur le segment thoracique et atteint 26 mm de long. Ce stade dure 9 jours. À partir du quatrième stade la chenille prend une couleur verte et porte des ocelles colorées sur le segment thoracique. Ce stade dure 10 jours et la chenille atteint 40 mm de long. Le cinquième stade a une apparence similaire mais est plus vivement coloré.
La chrysalide est fixée par son crémaster et maintenue à la verticale par une ceinture de soie. Elle peut être gris foncé, brun et vert ou brune. Elles portent toujours plusieurs points blancs et mesure au maximum 40 mm de long et 18.5 mm de large.

## Écologie
Les femelles pondent leurs œufs sur Hernandia catalpaefolia (pour la population orientale) et sur Hernandia jamaicensis (pour la population occidentale). Des pontes ont aussi été observées sur des plantes du genre Ocotea. Les larves consomment le chorion de l'oeuf après éclosion puis se nourrissent des feuilles de la plante hôte. Elles passent par cinq stades, le premier dure cinq jours, le second également, le troisième 9 jours, et le quatrième 10 jours. Elles semblent avoir besoin de beaucoup d'humidité pour se développer correctement,.
La chenille mature se fixe à un support, branche ou tige, par son crémaster et par une ceinture de soie et se change en chrysalide. L'adulte émerge au bout de 10 à 14 jours.
Les chenilles disposent de plusieurs moyens pour échapper aux prédateurs : les trois premiers stades ressemblent à des fientes d'oiseaux et les deux derniers imitent des serpents. De plus les chenilles disposent comme toutes les espèces de Papilionides d'un osmeterium, organe fourchu situé derrière la tête, qu'elles déploient quand elles se sentent menacées. Cet osmeterium émet une substance malodorante et ressemble à une langue de serpent. Il est rose chez les premiers stades et rouge vif chez les deux derniers.
Le vol des adultes est lent mais puissant. Les adultes se chauffent au soleil sur les grands arbres et les buissons et se nourrissent du nectar des fleurs. Leurs sources de nectar incluent les fleurs de Lantana camara, Hernandia catalpaefolia, Hibiscus rosasinensis, Urena lobata, Entada gigas, Psophocarpus palustris, Cissus sp. , Mecranium sp., Hedychium coronarium, Asclepias sp., Pachystachys coccinea, Tabernaemontana ochroleuca, Spathodea campanulata et Blechum sp.,.

## Habitat et répartition
L'espèce vit dans les forêts vierges de la Jamaïque, entre 150 et 600 m d'altitude. Elle était autrefois présente dans la moitié des paroisses de l'île. Il subsiste aujourd'hui deux populations, une population occidentale dans le pays Cockpit et une population orientale située à l'intersection entre les Blue Mountains et les Monts John Crow.

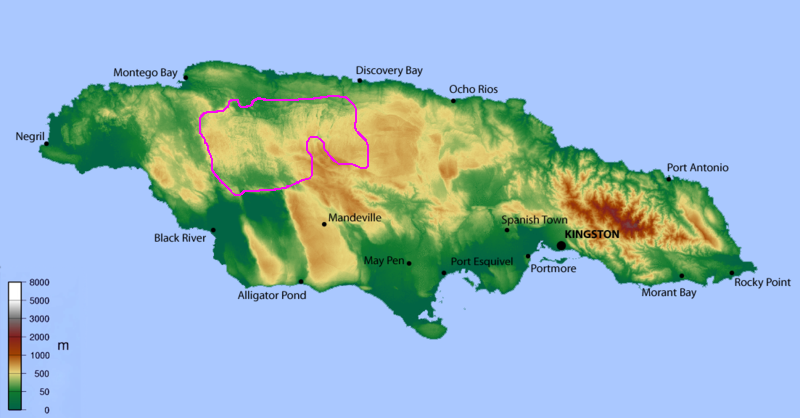
Emplacement du Pays Cockpit en Jamaïque
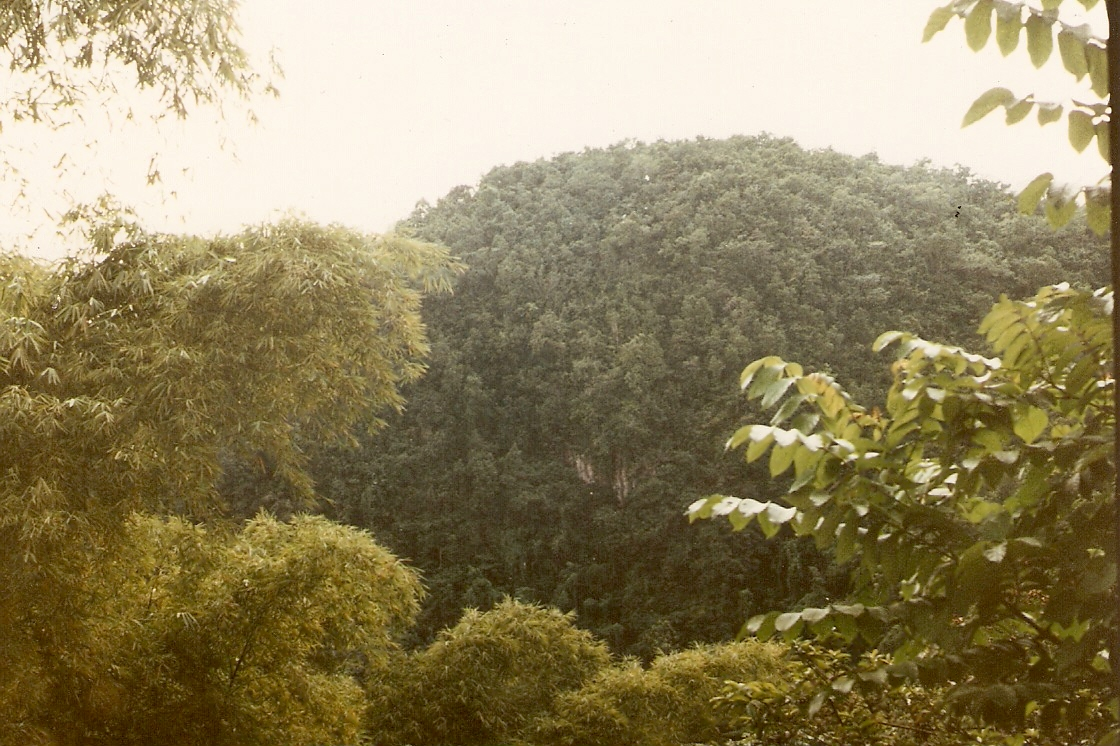
Paysage du Pays Cockpit
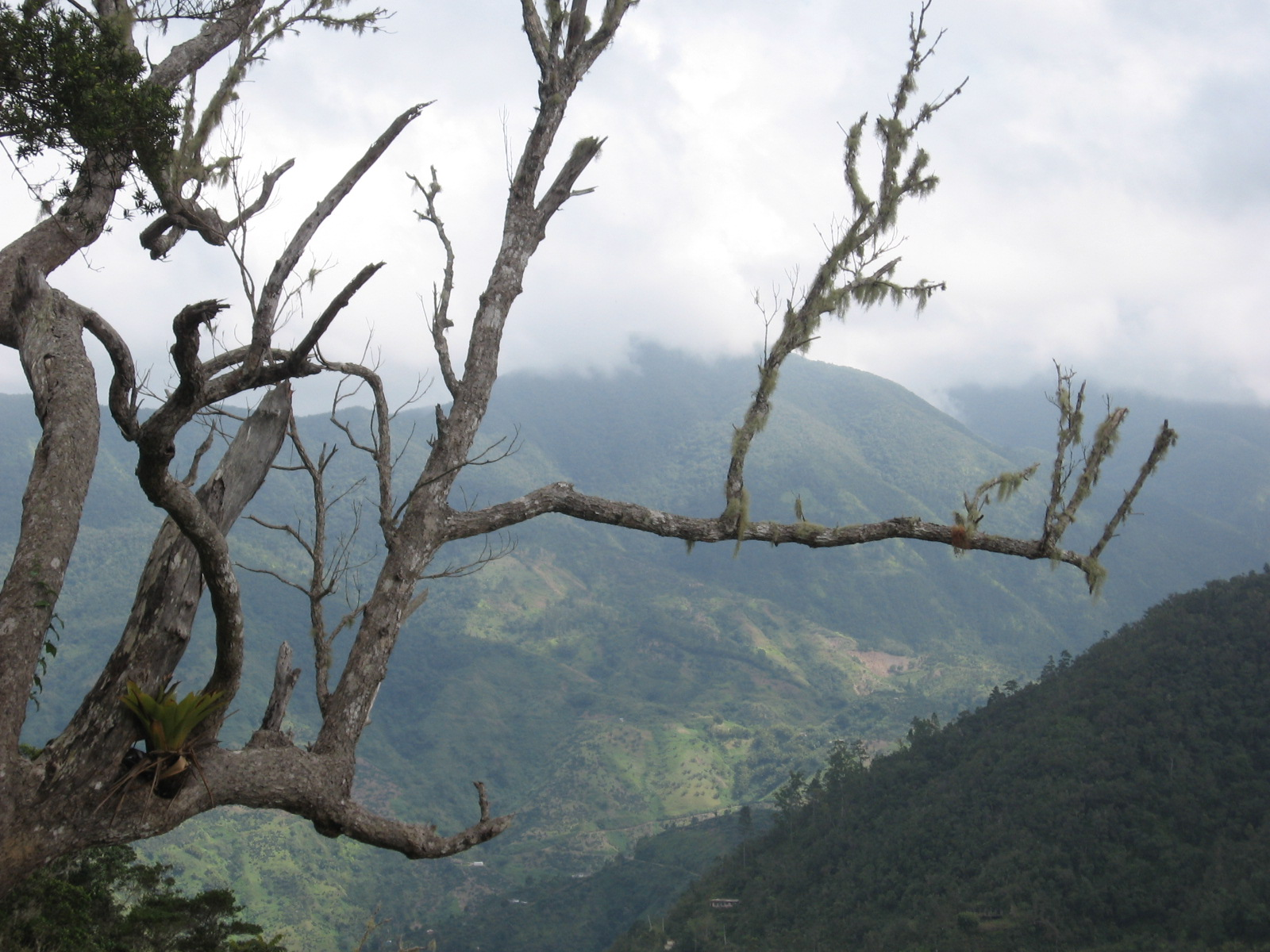
Paysage des Blue Mountains

## Systématique
Papilio homerus a été décrit pour la première fois en 1793 par Fabricius dans son Entomologia systematica, non pas à partir d'un spécimen mais à partir d'une peinture de William Jones. L'espèce a été nommée en hommage au poète grec Homère.
Papilio homerus a pour synonyme Pterourus homerus.
Son plus proche parent est Papilio garamas.

## Papilio homeruset l'Homme

### Noms vernaculaires
Cette espèce est nommée "Homerus Swallowtail" et "Jamaican Swallowtail" en anglais.

### Menaces et conservation
L'espèce est considérée comme en danger d'extinction par l'UICN. Elle a disparu de la plus grande partie de son aire de répartition d'origine et il n'en subsiste que deux populations séparées, une à l'ouest dans le pays Cockpit et une à l'est dans les Blue Mountains et les John Crow Mountains.
La population est certainement peu nombreuse. Rien n'indique cependant qu'elle ait diminué au cours des dernières années. L'espèce est menacée par la perte de son habitat, qui est certainement la cause de la disparition de la population centrale. L'habitat des deux populations restantes a été inclus dans les parcs nationaux jamaïcains et ne semble pas sérieusement menacé pour le moment. L'espèce peut faire l'objet de collecte pour les collectionneurs et se vend à des prix élevés, mais le braconnage est devenu difficile en raison de la difficulté d'accès des lieux où elle vit et de l'attitude des populations locales.

### Représentation
L'espèce est devenue emblématique de la protection de l'environnement en Jamaïque et est représentée sur les billets de 1000$ jamaïcains. Elle figure sur plusieurs timbres et apparait sur les bagues de cigares du fabricant de cigares de Valkenswaard Wilhelm II.

### Publication originale
(la) Johan Christian Fabricius, Entomologia systematica emandata et aucta, Hafniae, impensis Christ. Gottl. Proft, 1793 (lire en ligne), p. 29